# Мардик Мардикян
Мардик Мардикян (на арабски: مارديك ماردكيان ) е сирийски футболист.

## Биография
Роден е на 14 март 1992 година в град Латакия. По произход е арменец, баща му Кеворк Мардикян е известен като един от най-добрите сирийски футболисти на всички времена.